# عسكر العنزي
عسكر عويد عسكر بقان العنزي (1971 -)، نائب سابق في مجلس الأمة الكويتي، وهو حاصل على دبلوم إدارة أعمال.

## سيرته
عسكر العنزي حاصل على دبلوم إدارة أعمال وعمل في وزارة المواصلات في إدارة العلاقات الخارجية ونال عضوية المجلس البلدي عن الدائرة الثامنة الصليبيخات عام 2005، وكان عضوًا في نقابة العاملين في وزارة المواصلات، كما حاز على عضوية مجلس الأمة الكويتي عن الدائرة الانتخابية الرابعة خلال أعوام 2008 و2009 و2013، و 2016 وعضوية مجلس الأمة ديسمبر 2012 المبطل بحكم المحكمة الدستورية.

## قضية الايداعات المليونية
النيابة العامة أخلت سبيل النائب عسكر العنزي بكفالة 5 آلاف دينار، بعد أن وجهت للمتهم وأقاربه من الدرجة الأولى تهمة تضخم حساباته البنكية، على خلفية قضية الايداعات المليونية.

## أبرز مواقفه في مجلس الأمة

### مجلس الأمة ديسمبر 2012
| الكتلة                                         | قبلي - مستقل |
| إحالة استجواب أحمد الحمود الي التشريعية (2013) | موافق        |
| التصويت علي مرسوم الصوت الواحد (2013)          | موافق        |
| تأجيل استجواب الأذينة (2013)                   | موافق        |

### مجلس الأمة 2016
| استجواب الوزيرة هند الصبيح (يناير 2018)                  | ضد الاستجواب |
| استجواب الوزير بخيت الرشيدي (2018)                       | ضد الاستجواب |
| استجواب الوزيرة هند الصبيح (مايو 2018)                   | ضد الاستجواب |
| استجواب الوزير خالد الروضان (2019)                       | ضد الاستجواب |
| استجواب الوزير محمد الجبري (2019)                        | ضد الاستجواب |
| استجواب الوزير نايف الحجرف (2019)                        | ضد الاستجواب |
| استجواب الوزير براك الشيتان (2020)                       | ضد الاستجواب |
| استجواب الوزير أنس الصالح (أغسطس 2020)                   | ضد الاستجواب |
| استجواب الوزير سعود هلال الحربي (أغسطس 2020)             | ضد الاستجواب |
| استجواب الوزير سعود هلال الحربي (سبتمبر 2020)            | ضد الاستجواب |
| استجواب الوزير أنس الصالح (سبتمبر 2020)                  | ضد الاستجواب |
| تصويت فتح باب ما يستجد من أعمال (تعديل النظام الانتخابي) | غير موافق    |